# 崔明
崔明（?—?），中国春秋时期齐國執政崔杼和东郭姜的儿子。 
崔杼續娶東郭姜為妻，要將家業傳給崔明。前546年，崔明同父异母兄崔成、崔彊杀死崔明的支持者舅舅东郭偃、同母异父兄棠无咎。庆封想獨攬大權，灭亡崔氏，杀死了崔成、崔彊，东郭姜、崔杼自杀。崔明逃到鲁国。齐国的崔氏灭亡，第二年，庆封的儿子庆舍被杀，庆封逃到吴国，庆氏也灭亡。